# 21 de Marzo (Sonora)
21 de Marzo es un ejido del municipio de Álamos ubicado en el sureste del estado mexicano de Sonora. cercana a los límites divisorios con los estados de Chihuahua y Sinaloa. Según los datos del Censo de Población y Vivienda realizado en 2020 por el Instituto Nacional de Estadística y Geografía (INEGI), 21 de Marzo tiene un total de 175 habitantes.

## Geografía
21 de Marzo se ubica en el sureste del estado de Sonora, en la región sur del territorio del municipio de Álamos cercano a los límites con el municipio de Huatabampo, sobre las coordenadas geográficas 26°31'42" de latitud norte y 109°04'31" de longitud oeste del meridiano de Greenwich, a una altura media de 80 metros sobre el nivel del mar.